# Eclipse lunar de 30 de dezembro de 1982
| Eclipse Lunar Total 30 de dezembro de 1982 | Eclipse Lunar Total 30 de dezembro de 1982 |
| --- | ------------------------------------------ |
| Início da totalidade visto de Kent Island, Maryland (EUA) |                                            |
| A Lua cruzando a região norte do cone de sombra da Terra, de oeste para leste (da direita para a esquerda), com a Lua se apresentando mais escura e avermelhada. |                                            |
| Gamma | +0,3758                                    |
| Saros (e membro) | 134 (25 de 73)                             |
| Sequência de eclipses lunares |                                            |
| Anterior | 6 de julho de 1982                         |
| Próximo | 25 de junho de 1983                        |
| Duração (hr:mn:sc) |                                            |
| Total | 1:00:03                                    |
| Parcial | 3:15:53                                    |
| Penumbral | 5:10:34                                    |
| Fases e Horários do Eclipse (UTC) |                                            |
| P1 | 8:53:27                                    |
| U1 | 9:50:48                                    |
| U2 | 10:58:43                                   |
| Máximo | 11:28:44                                   |
| U3 | 11:58:46                                   |
| U4 | 13:06:41                                   |
| P4 | 14:04:01                                   |

O eclipse lunar de 30 de dezembro de 1982 foi um eclipse total, o terceiro e último de três eclipses lunares do ano. Teve magnitude umbral de 1,1822 e penumbral de 2,1545. Teve duração exatamente de uma hora (60 minutos).
Este eclipse total coincidiu com o perigeu lunar, que é o ponto mais próximo da Lua em relação a Terra, fazendo com que o disco lunar fosse cerca de 13% maior do que no apogeu, e sua observação fosse mais especial. Portanto, podemos dizer que ocorreu o chamado "Eclipse Total da Superlua", termo, é claro, mais difundido nos dias de hoje.
Durante a totalidade, a Lua mergulhou dentro da metade norte da sombra da Terra, fazendo com que a Lua se apresentasse escura e avermelhada, especialmente no centro-sul da superfície, enquanto na outra parte ficasse ligeiramente alaranjada e um pouco mais brilhante.
Entretanto, este eclipse foi excepcionalmente mais escuro do que o esperado, devido à erupção do vulcão El Chichón, no México, afetando os efeitos de refração de luz pela atmosfera terrestre durante o eclipse, despertando ainda mais a sua contemplação no céu.
A Lua cruzou a parte norte da sombra da Terra, em nodo ascendente, dentro da constelação de Gêmeos, próxima às estrelas Tejat, Propus, Mebsuta, e Alhena.

## Série Saros
Eclipse pertencente ao ciclo lunar Saros de série 134, sendo de número 25, totalizando 73 eclipses da série. O último eclipse do ciclo foi o eclipse total de 18 de dezembro de 1964, que também coincidiu com o perigeu lunar, e portanto, foi um "Eclipse da Superlua". O próximo eclipse será com o eclipse total de 9 de janeiro de 2001, o primeiro do século XXI.

## Visibilidade
Foi visível sobre o Pacífico, Austrália, Ásia, no Ártico e no centro-oeste das Américas.
| Região do planeta onde o eclipse foi visível durante o máximo da totalidade - 11:29 UTC. A parte central do Pacífico obteve a melhor observação do meio do eclipse, de onde foi visível à meia-noite. |
| Mapa de visibilidade do eclipse |